# Kościół Wniebowzięcia Najświętszej Maryi Panny, św. Anny i św. Wojciecha w Parzęczewie
Kościół Wniebowzięcia Najświętszej Maryi Panny, świętej Anny i świętego Wojciecha – rzymskokatolicki kościół parafialny należący do dekanatu ozorkowskiego archidiecezji łódzkiej.

## Historia i architektura

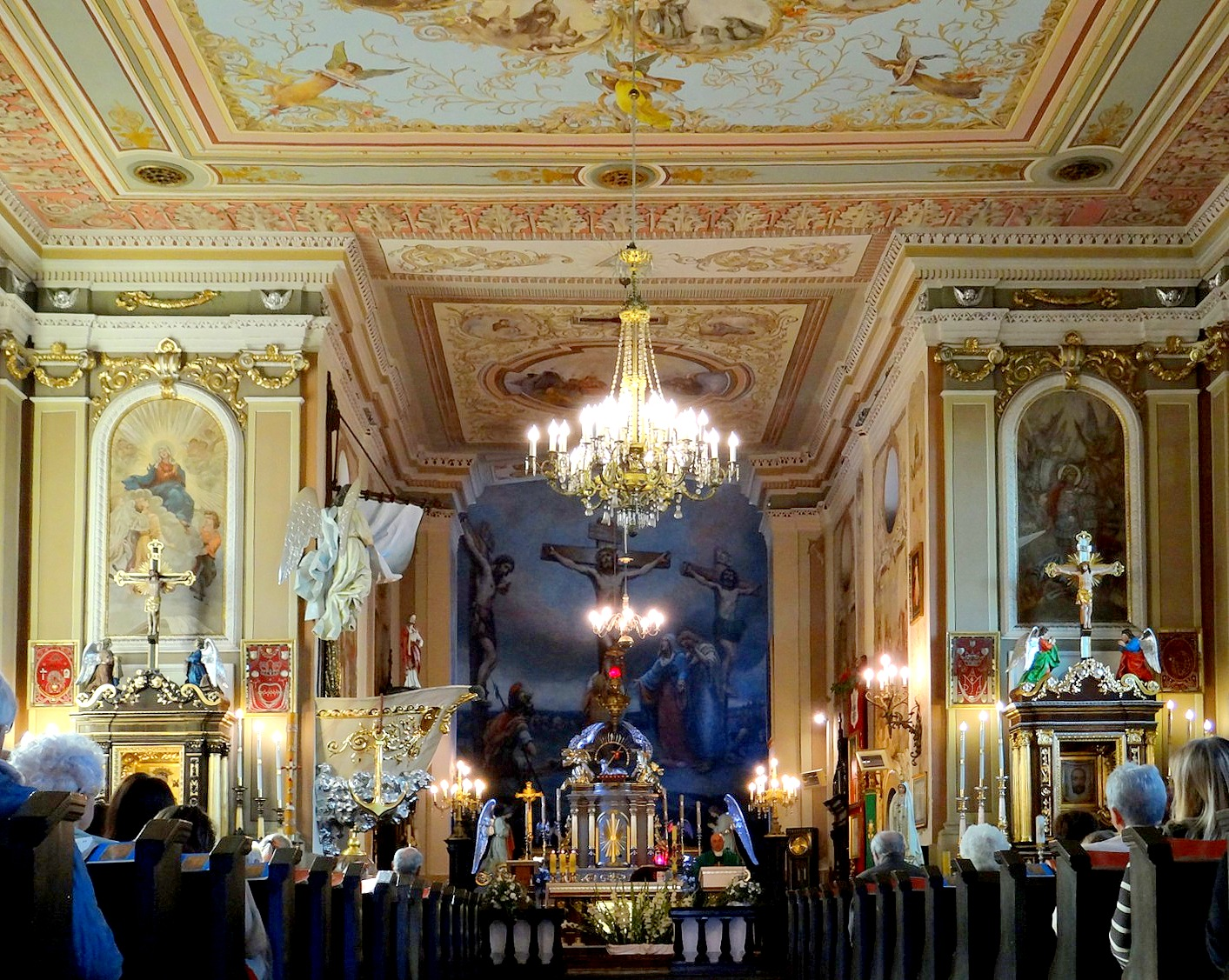
Ołtarz główny

Świątynia została wzniesiona w latach 1802–1805 w stylu neoklasycystycznym i ufundowana przez dwóch braci Franciszka i Ignacego Stokowskich – ówczesnych właścicieli dóbr parzęczewskich. Kościół został poświęcony w 1805 roku przez oficjała łowickiego księdza Jastrzębskiego. Budowla została konsekrowana po raz pierwszy w dniu 3 maja 1840 roku przez biskupa sufragana kujawsko-kaliskiego Józefa Joachima Goldtmanna. W drugiej połowie XIX wieku kościół był dwukrotnie rozbudowywany i ozdobiony polichromią. Po raz kolejny został konsekrowany w dniu 4 lipca 1903 roku przez arcybiskupa warszawskiego Wincentego Chościak-Popiela. W latach 1946–1949 do świątyni została dobudowana wieża w stylu neobarokowym.
Do wyposażenia świątyni należą: 4 ołtarze z drewna dębowego, bogato rzeźbione i złocone; 2 konfesjonały z drewna dębowego, bogato rzeźbione; organy piszczałkowe; stacje drogi krzyżowej namalowane na ścianach jako część polichromii; oświetlenie z mosiądzu – żyrandole, kandelabry, kinkiety, świeczniki; 4 dzwony ze spiżu, odlane w przemyskiej pracowni Felczyńskich; ławki z drewna dębowego; 2 relikwiarze w stylu barokowym w formie trumien z relikwiami męczenników i wyznawców; polichromia wykonana przez Aleksandra Przewalskiego i malowidło przedstawiające Golgotę wykonane przez Wincentego Łukasiewicza.

## Galeria

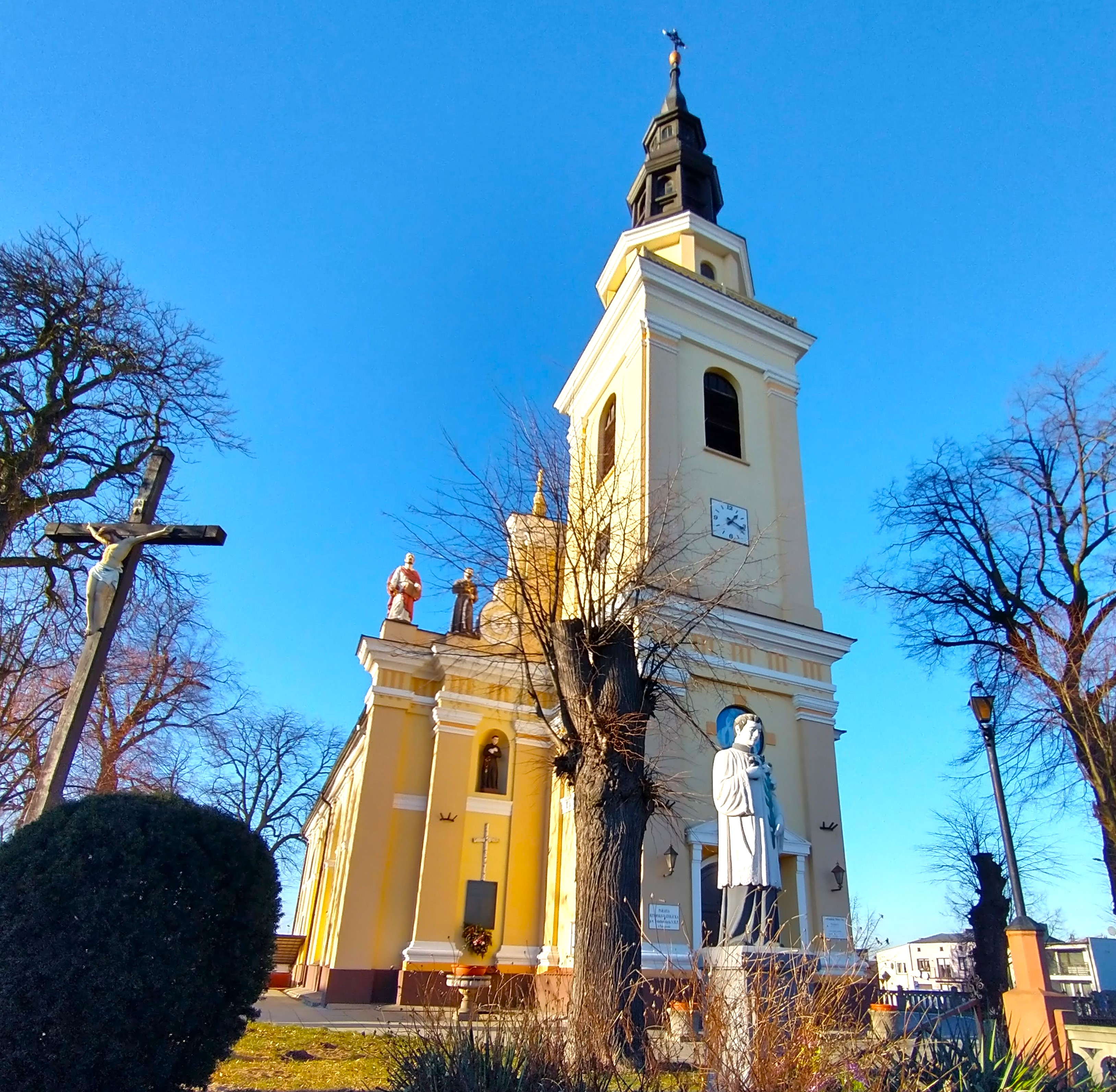
Wieża
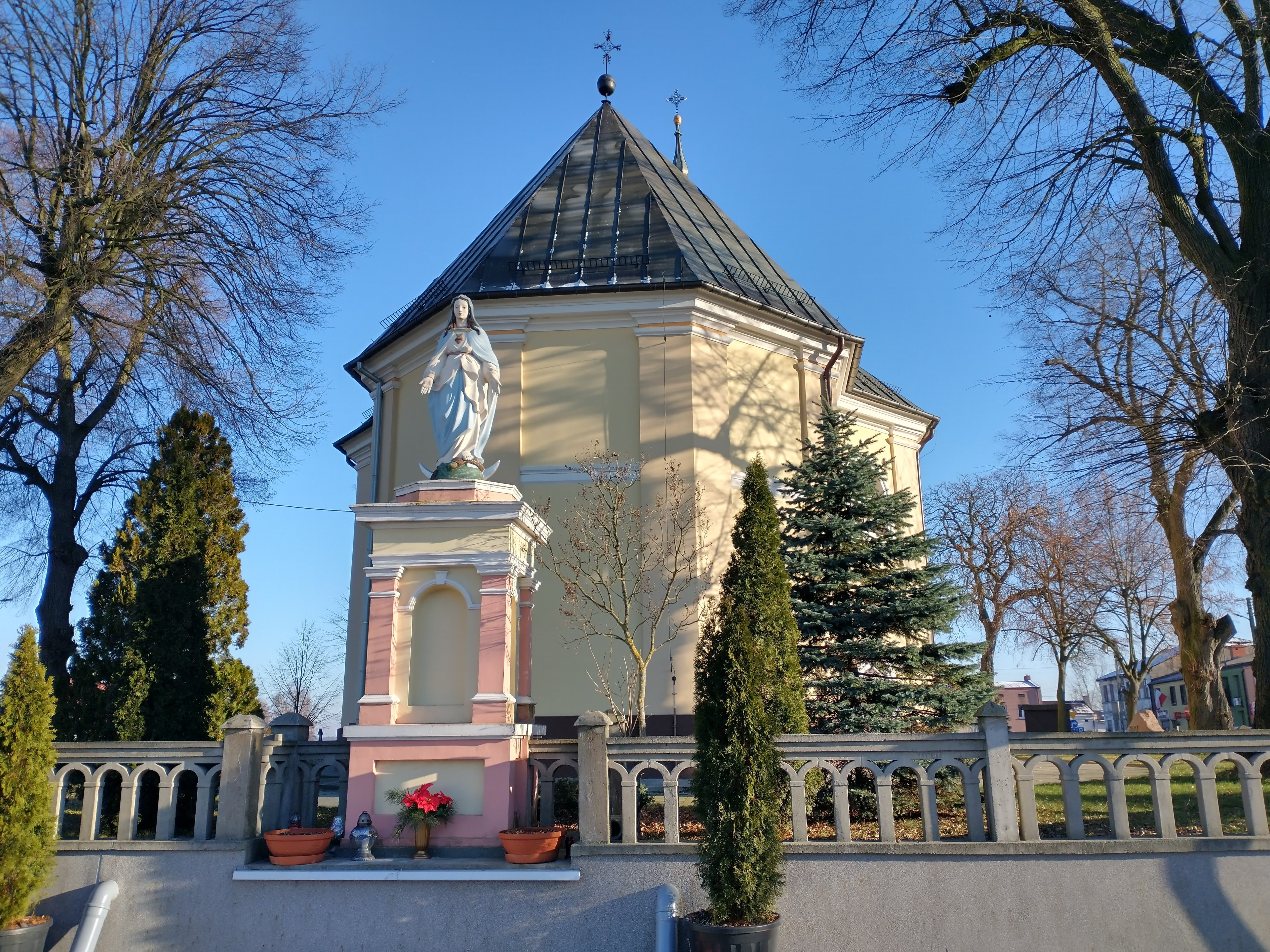
Widok od prezbiterium
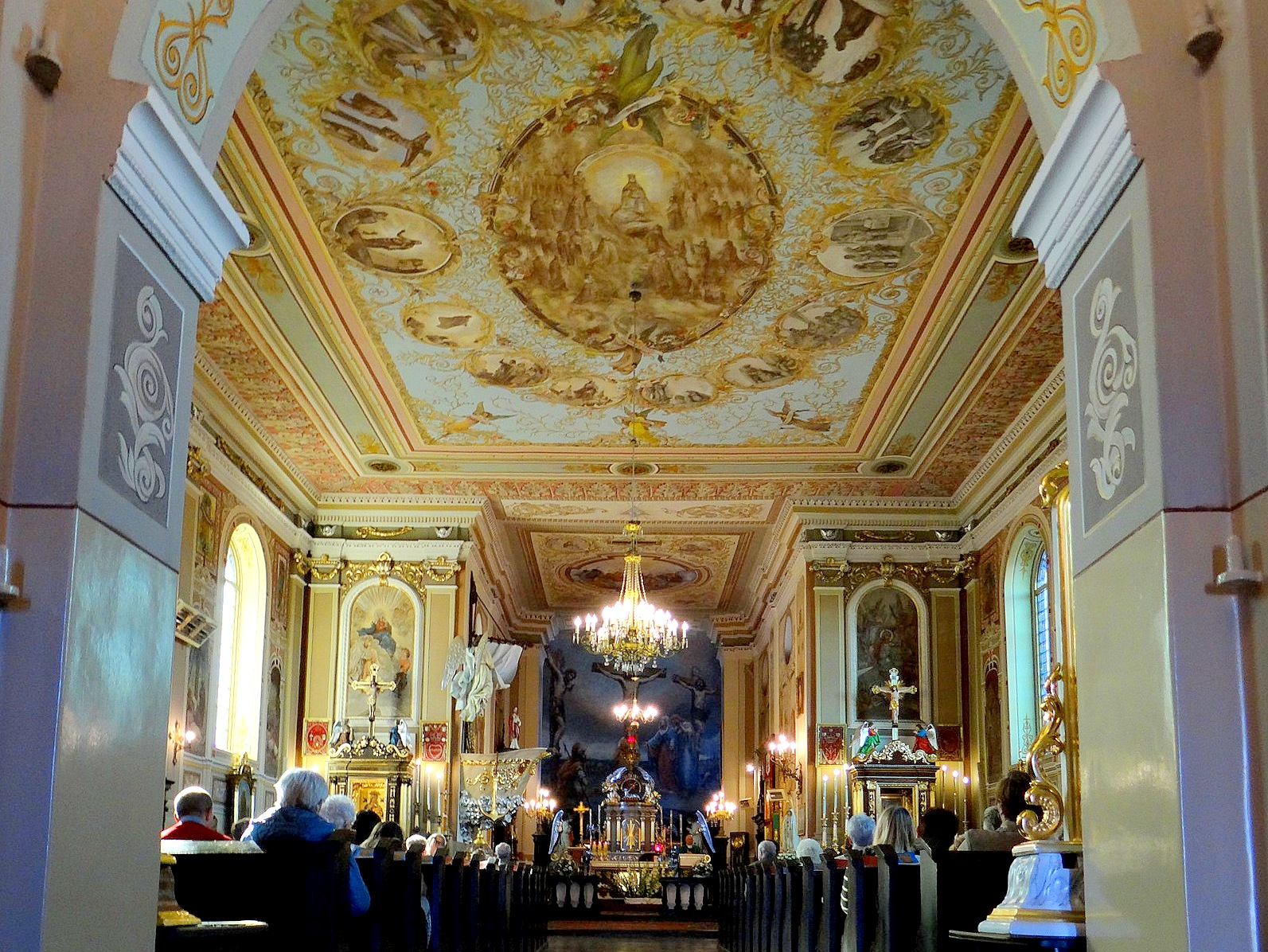
Wnętrze